# Campeonato Italiano de Fútbol 1900
El Campeonato Italiano de Fútbol de 1900 fue la tercera edición de dicha competición, que en 1929 daría lugar a la Serie A. El campeón fue el Genoa por tercera vez consecutiva.

## Eliminatorias

### Ronda 1

#### Piamonte
Clasificación final
| Pos. | Equipo            | PJ | PG | PE | PP | GF | GC | Dif. | Pts. | Comentarios              |
| ---- | ----------------- | -- | -- | -- | -- | -- | -- | ---- | ---- | ------------------------ |
| 1    | Torinese          | 4  | 4  | 0  | 0  | 8  | 2  | +6   | 8    | Clasificado a la Ronda 2 |
| 2    | Juventus          | 4  | 2  | 0  | 2  | 5  | 3  | +2   | 4    | -                        |
| 3    | Ginnastica Torino | 4  | 0  | 0  | 4  | 1  | 9  | -8   | 0    | -                        |

#### Liguria
| Equipo 1 | Resultado | Equipo 2        |
| -------- | --------- | --------------- |
| Genoa    | 7-0       | Sampierdarenese |

#### Lombardía
Milan fue el único equipo registrado. Accedió automáticamente a la Ronda 2.

### Ronda 2
Jugado el 15 de abril
| Equipo 1 | Resultado | Equipo 2 |
| -------- | --------- | -------- |
| Torinese | 3-0       | Milan    |

## Final
Jugada el 22 de abril en Turín
| Equipo 1 | Resultado  | Equipo 2 |
| -------- | ---------- | -------- |
| Torinese | 1-3 (pró.) | Genoa    |

|           |
| Campeón   |
| Genoa     |
| 3º título |

### Equipo campeón
Plantel del Genoa
- Aristide Parodi
- Ernesto De Galleani
- Fausto Ghigliotti
- Enrico Pasteur II
- James Richardson Spensley (capitán)
- Edoardo Pasteur I
- Howard Passadoro
- Joseph William Agar
- Henri Dapples
- Paolo Rossi
- Giovanni Bocciardo
- Henman
- George Fawcus